# Lemuzi
Lemuzi, Lemuzowie – plemię zachodniosłowiańskie zamieszkujące dorzecze Łaby u podnóża Rudaw w Kotlinie Czeskiej.
Zaliczane do grupy plemion czeskich razem z plemionami: 
Pszowian, Zliczan, Litomierzycy, Dulebów, Łuczan, Siedliczan, Deczan.